# Associazione Calcio ChievoVerona 2006-2007
Questa voce raccoglie le informazioni riguardanti l'Associazione Calcio ChievoVerona nelle competizioni ufficiali della stagione 2006-2007.

## Stagione
L'esito delle sentenze di Calciopoli promosse il Chievo, che aveva terminato in settima posizione il campionato 2005-06, al quarto posto con qualificazione per i preliminari di Champions League: per i veronesi si trattò della seconda apparizione in Europa, dopo l'esperienza in Coppa UEFA di 4 anni prima. Abbinati ai bulgari del Levski Sofia, gli scaligeri persero 2-0 all'andata; nel ritorno pareggiarono invece 2-2, venendo eliminati e ripescati in Uefa. In quest'ultima competizione, i gialloblu furono sconfitti dai portoghesi dello Sporting Braga: battuti con due gol di scarto in trasferta, sul proprio campo recuperarono lo svantaggio ma una rete nei supplementari pose fine ai sogni europei.
In campionato, una crisi di risultati costò il posto a Pillon: al suo posto la dirigenza richiamò Luigi Delneri, che ottenne le prime vittorie soltanto a fine autunno. Il Chievo terminò il girone di andata rendendo la salvezza un obiettivo possibile, con risultati altalenanti nella seconda fase. La permanenza in A rimase comunque tangibile fino alle ultime domeniche, ma il quartultimo posto era legato al duello contro il Catania. I veneti si presentarono alla giornata conclusiva con due punti di vantaggio sugli etnei, ma la sconfitta nello scontro diretto premiò gli stessi siciliani. La vittoria del Siena contro la Lazio condannò infatti il Chievo alla retrocessione, dopo 6 anni consecutivi in massima serie.

## Rosa
| N. |                       | Ruolo | Calciatore                |
| -- | --------------------- | ----- | ------------------------- |
| 1  | Italia (bandiera)     | P     | Vincenzo Sicignano        |
| 2  | Italia (bandiera)     | C     | Yuri Breviario            |
| 3  | Montenegro (bandiera) | D     | Ivan Fatić                |
| 4  | Italia (bandiera)     | D     | Andrea Mantovani          |
| 5  | Brasile (bandiera)    | C     | Luciano                   |
| 7  | Italia (bandiera)     | C     | Franco Semioli            |
| 8  | Italia (bandiera)     | C     | Federico Giunti           |
| 9  | Italia (bandiera)     | A     | Salvatore Bruno           |
| 9  | Brasile (bandiera)    | D     | César Prates              |
| 10 | Italia (bandiera)     | C     | Andrea Zanchetta          |
| 10 | Italia (bandiera)     | A     | Giuseppe Cozzolino        |
| 11 | Brasile (bandiera)    | A     | Amauri                    |
| 11 | Italia (bandiera)     | C     | Vincenzo Italiano         |
| 14 | Italia (bandiera)     | C     | Stefano Garzon            |
| 15 | Nigeria (bandiera)    | A     | Victor Obinna             |
| 16 | Italia (bandiera)     | C     | Mattia Marchesetti        |
| 16 | Italia (bandiera)     | C     | Michele Troiano           |
| 17 | Italia (bandiera)     | D     | Lorenzo D'Anna (capitano) |
| 18 | Italia (bandiera)     | P     | Lorenzo Squizzi           |
| 19 | Italia (bandiera)     | D     | Marco Malagò              |
| 20 | Italia (bandiera)     | C     | Michele Marcolini         |
| 21 | Italia (bandiera)     | C     | Paolo Sammarco            |
| 22 | Italia (bandiera)     | D     | Cesare Rickler            |

| N. |                    | Ruolo | Calciatore        |
| -- | ------------------ | ----- | ----------------- |
| 23 | Italia (bandiera)  | D     | Salvatore Lanna   |
| 24 | Italia (bandiera)  | A     | Federico Cossato  |
| 26 | Italia (bandiera)  | D     | Giuseppe Scurto   |
| 27 | Italia (bandiera)  | D     | Fabio Moro        |
| 29 | Italia (bandiera)  | D     | Davide Mandelli   |
| 31 | Italia (bandiera)  | A     | Sergio Pellissier |
| 32 | Albania (bandiera) | A     | Xhulian Rrudho    |
| 33 | Italia (bandiera)  | C     | Matteo Brighi     |
| 34 | Italia (bandiera)  | D     | Mattia Sanzi      |
| 36 | Italia (bandiera)  | D     | Nicola Marconi    |
| 37 | Italia (bandiera)  | C     | Matteo Alberti    |
| 39 | Italia (bandiera)  | C     | Amedeo Calliari   |
| 41 | Italia (bandiera)  | D     | Nicolò Brighenti  |
| 43 | Italia (bandiera)  | C     | Lorenzo Cecchi    |
| 45 | Brasile (bandiera) | A     | Rodrigo           |
| 47 | Italia (bandiera)  | D     | Giovanni Marchese |
| 55 | Polonia (bandiera) | C     | Kamil Kosowski    |
| 80 | Italia (bandiera)  | P     | Mattia Passarini  |
| 81 | Albania (bandiera) | A     | Erjon Bogdani     |
| 90 | Italia (bandiera)  | A     | Simone Tiribocchi |
| 99 | Italia (bandiera)  | A     | Denis Godeas      |
| 99 | Italia (bandiera)  | P     | Emanuele Concetti |

## Risultati

### Serie A

#### Girone di andata
| Arbitro: | Brighi (Cesena) |

|                |           |                                |
| Pellissier 31’ | Marcatori | 74’ Brevi 89’ (aut.) Zanchetta |

| Arbitro: | Squillace (Catanzaro) |

|               |           |              |
| Vannucchi 60’ | Marcatori | 16’ Mandelli |

| Arbitro: | Banti (Livorno) |

|  |           |                 |
|  | Marcatori | 63’ (rig.) Oddo |

| Arbitro: | Giannoccaro (Lecce) |

|                                          |           |                                                 |
| Crespo 11’, 70’ Samuel 58’ Stanković 64’ | Marcatori | 77’ (rig.) Pellissier 86’ Tiribocchi 89’ Brighi |

| Arbitro: | Farina (Novi Ligure) |

|  |           |            |
|  | Marcatori | 31’ Corini |

| Arbitro: | Bertini (Arezzo) |

|              |           |  |
| Stellone 48’ | Marcatori |  |

| Arbitro: | Dondarini (Finale Emilia) |

|           |           |                |
| Totti 66’ | Marcatori | 40’ Pellissier |

| Arbitro: | Rizzoli (Bologna) |

|  |           |                 |
|  | Marcatori | 31’ Jankulovski |

| Arbitro: | Girardi (San Donà di Piave) |

|                             |           |                |
| Riganò 45+1’ Floccari 90+3’ | Marcatori | 34’ Tiribocchi |

| Verona 5 novembre 2006, ore 15:00 CET 10ª giornata | Chievo              | 0 – 0 referto | Cagliari | Stadio Marcantonio Bentegodi (5.426 spett.)\| Arbitro: \| Mazzoleni (Bergamo) \| |
| Arbitro:                                           | Mazzoleni (Bergamo) |               |          |                                                                                  |

| Arbitro: | Marelli (Como) |

|                                     |           |  |
| Bonazzoli 18’ Quagliarella 28’, 36’ | Marcatori |  |

| Arbitro: | Stefanini (Prato) |

|                              |           |                        |
| Zanchetta 25’ Pellissier 57’ | Marcatori | 71’ Zampagna 75’ Loria |

| Arbitro: | Pantana (Macerata) |

|                        |           |  |
| Obinna 30’, 71’ (rig.) | Marcatori |  |

| Arbitro: | Tagliavento (Terni) |

|  |           |                 |
|  | Marcatori | 71’, 78’ Obinna |

| Arbitro: | Paparesta (Bari) |

|  |           |          |
|  | Marcatori | 80’ Mutu |

| Arbitro: | Morganti (Ascoli Piceno) |

|                       |           |                                 |
| Budan 26’ Dessena 58’ | Marcatori | 23’ (rig.) Zanchetta 66’ D'Anna |

| Arbitro: | Farina (Novi Ligure) |

|                                         |           |                         |
| Sammarco 27’ Cossato 44’ Tiribocchi 88’ | Marcatori | 17’ Amoruso 78’ Modesto |

| Arbitro: | De Marco (Chiavari) |

|                                 |           |  |
| Paolucci 8’ Bjelanović 13’, 36’ | Marcatori |  |

| Arbitro: | Messina (Bergamo) |

|                                   |           |             |
| Semioli 58’ Pellissier 64’ (rig.) | Marcatori | 40’ Stovini |

#### Girone di ritorno
| Arbitro: | Gervasoni (Mantova) |

|                            |           |            |
| Antonini 62’ Portanova 67’ | Marcatori | 25’ Brighi |

| Verona 28 gennaio 2007, ore 15:00 CET 21ª giornata | Chievo            | 0 – 0 referto | Empoli | Stadio Marcantonio Bentegodi (5.071 spett.)\| Arbitro: \| Damato (Barletta) \| |
| Arbitro:                                           | Damato (Barletta) |               |        |                                                                                |

| Roma 18 aprile 2007, ore 17:30 UTC+2 22ª giornata | Lazio             | 0 – 0 referto | Chievo | Stadio Olimpico (19 411 spett.)\| Arbitro: \| Bergonzi (Genova) \| |
| Arbitro:                                          | Bergonzi (Genova) |               |        |                                                                    |

| Arbitro: | Messina (Bergamo) |

|  |           |                       |
|  | Marcatori | 1’ Adriano 51’ Crespo |

| Arbitro: | Stefanini (Prato) |

|                |           |              |
| Di Michele 23’ | Marcatori | 45+1’ Obinna |

| Arbitro: | Saccani (Mantova) |

|                            |           |  |
| Bogdani 2’, 45’ Brighi 47’ | Marcatori |  |

| Arbitro: | Bertini (Arezzo) |

|                         |           |                |
| Bogdani 17’ Semioli 33’ | Marcatori | 34’, 48’ Totti |

| Arbitro: | Tagliavento (Terni) |

|                                      |           |                |
| Gilardino 33’ Oddo 55’ Seedorf 90+3’ | Marcatori | 17’ Pellissier |

| Arbitro: | Pieri (Lucca) |

|              |           |                   |
| Sammarco 73’ | Marcatori | 87’ (rig.) Riganò |

| Arbitro: | Rocchi (Firenze) |

|  |           |                        |
|  | Marcatori | 50’ Brighi 55’ Bogdani |

| Arbitro: | Ayroldi (Molfetta) |

|            |           |                  |
| Brighi 33’ | Marcatori | 26’ Quagliarella |

| Arbitro: | Banti (Livorno) |

|                 |           |  |
| Doni 54’ (rig.) | Marcatori |  |

| Arbitro: | Stefanini (Prato) |

|                            |           |                |
| Iaquinta 34’ Di Natale 73’ | Marcatori | 10’ Pellissier |

| Arbitro: | De Marco (Chiavari) |

|                            |           |                  |
| Pellissier 55’ Bogdani 76’ | Marcatori | 18’ C. Lucarelli |

| Arbitro: | Banti (Livorno) |

|               |           |  |
| Reginaldo 64’ | Marcatori |  |

| Arbitro: | Rizzoli (Bologna) |

|               |           |  |
| Pellissier 5’ | Marcatori |  |

| Arbitro: | Messina (Bergamo) |

|             |           |            |
| Bianchi 53’ | Marcatori | 51’ Brighi |

| Arbitro: | Palanca (Roma 1) |

|               |           |  |
| Marcolini 44’ | Marcatori |  |

| Arbitro: | Nicola Rizzoli (Bologna) |

|                         |           |  |
| Rossini 65’ Minelli 80’ | Marcatori |  |

### Coppa Italia

#### Fase finale
| Arbitro: | Pantana (Macerata) |

|                        |           |                                |
| Nielsen 26’ Di Dio 37’ | Marcatori | 78’ (rig.) Obinna 87’ Sammarco |

| Arbitro: | Ciampi (Roma 1) |

|                |           |           |
| Tiribocchi 10’ | Marcatori | 87’ Giosa |

| Arbitro: | Brighi (Cesena) |

|          |           |  |
| Sala 21’ | Marcatori |  |

| Arbitro: | Giannoccaro (Lecce) |

|               |           |                              |
| Marcolini 44’ | Marcatori | 42’ Bonazzoli 88’ Delvecchio |

### UEFA Champions League
| Arbitro: | Jára |

|                                   |           |  |
| Domovchiyski 8’ Bardon 86’ (rig.) | Marcatori |  |

| Arbitro: | Batista |

|                 |           |                          |
| Amauri 48’, 81’ | Marcatori | 35’ Telkijski 47’ Bardon |

### Coppa UEFA
| Arbitro: | Verbist |

|                                    |           |  |
| Paulo Jorge 5’ Wender 90+1’ (rig.) | Marcatori |  |

| Arbitro: | Dávila |

|                           |           |             |
| Tiribocchi 38’ Godeas 67’ | Marcatori | 104’ Wender |

### Statistiche dei giocatori
| Giocatore      | Serie A  | Serie A | Serie A     | Serie A    | Coppa Italia | Coppa Italia | Coppa Italia | Coppa Italia | UEFA Champions League | UEFA Champions League | UEFA Champions League | UEFA Champions League | Coppa UEFA | Coppa UEFA | Coppa UEFA  | Coppa UEFA | Totale   | Totale | Totale      | Totale     |
| Giocatore      | Presenze | Reti    | Ammonizioni | Espulsioni | Presenze     | Reti         | Ammonizioni  | Espulsioni   | Presenze              | Reti                  | Ammonizioni           | Espulsioni            | Presenze   | Reti       | Ammonizioni | Espulsioni | Presenze | Reti   | Ammonizioni | Espulsioni |
| -------------- | -------- | ------- | ----------- | ---------- | ------------ | ------------ | ------------ | ------------ | --------------------- | --------------------- | --------------------- | --------------------- | ---------- | ---------- | ----------- | ---------- | -------- | ------ | ----------- | ---------- |
| M. Alberti     | -        | -       | -           | -          | 1            | 0            | 0            | 0            | -                     | -                     | -                     | -                     | -          | -          | -           | -          | 1        | 0      | 0           | 0          |
| Amauri         | -        | -       | -           | -          | -            | -            | -            | -            | 2                     | 2                     | 0                     | 0                     | -          | -          | -           | -          | 2        | 2      | 0           | 0          |
| E. Bogdani     | 19       | 5       | 4           | 0          | -            | -            | -            | -            | -                     | -                     | -                     | -                     | -          | -          | -           | -          | 19       | 5      | 4           | 0          |
| N. Brighenti   | -        | -       | -           | -          | 1            | 0            | 0            | 0            | -                     | -                     | -                     | -                     | -          | -          | -           | -          | 1        | 0      | 0           | 0          |
| M. Brighi      | 28       | 6       | 2           | 1          | 1            | 0            | 0            | 0            | 1                     | 0                     | 1                     | 0                     | 2          | 0          | -           | -          | 32       | 6      | 3           | 1          |
| Y. Breviario   | -        | -       | -           | -          | -            | -            | -            | -            | -                     | -                     | -                     | -                     | -          | -          | -           | -          | -        | -      | -           | -          |
| S. Bruno       | 4        | 0       | 0           | 0          | 2            | 0            | 0            | 0            | -                     | -                     | -                     | -                     | 2          | 0          | -           | -          | 8        | 0      | 0           | 0          |
| A. Calliari    | -        | -       | -           | -          | 1            | 0            | 0            | 0            | -                     | -                     | -                     | -                     | -          | -          | -           | -          | 1        | 0      | 0           | 0          |
| César Prates   | 3        | 0       | 0           | 0          | -            | -            | -            | -            | -                     | -                     | -                     | -                     | -          | -          | -           | -          | 3        | 0      | 0           | 0          |
| F. Cossato     | 17       | 1       | 3           | 1          | -            | -            | -            | -            | -                     | -                     | -                     | -                     | -          | -          | -           | -          | 17       | 1      | 3           | 1          |
| G. Cozzolino   | 5        | 0       | 0           | 0          | -            | -            | -            | -            | -                     | -                     | -                     | -                     | -          | -          | -           | -          | 5        | 0      | 0           | 0          |
| L. D'Anna      | 21       | 1       | 6           | 1          | -            | -            | -            | -            | -                     | -                     | -                     | -                     | -          | -          | -           | -          | 21       | 1      | 6           | 1          |
| I. Fatić       | -        | -       | -           | -          | -            | -            | -            | -            | -                     | -                     | -                     | -                     | -          | -          | -           | -          | -        | -      | -           | -          |
| S. Garzon      | 1        | 0       | 0           | 0          | 2            | 0            | 1            | 0            | -                     | -                     | -                     | -                     | -          | -          | -           | -          | 3        | 0      | 1           | 0          |
| F. Giunti      | 8        | 0       | 1           | 0          | 3            | 0            | 1            | 0            | 2                     | 0                     | 0                     | 0                     | -          | -          | -           | -          | 13       | 0      | 2           | 0          |
| D. Godeas      | 5        | 0       | 0           | 0          | 2            | 0            | 1            | 0            | -                     | -                     | -                     | -                     | 2          | 1          | 1           | 0          | 9        | 1      | 2           | 0          |
| V. Italiano    | 17       | 0       | 2           | 0          | 1            | 0            | 0            | 0            | -                     | -                     | -                     | -                     | -          | -          | -           | -          | 18       | 0      | 2           | 0          |
| K. Kosowski    | 23       | 0       | 1           | 0          | 3            | 0            | 0            | 0            | -                     | -                     | -                     | -                     | 2          | 0          | -           | -          | 28       | 0      | 1           | 0          |
| S. Lanna       | 31       | 0       | 4           | 1          | 2            | 0            | 1            | 0            | 2                     | 0                     | 0                     | 1                     | -          | -          | -           | -          | 35       | 0      | 5           | 2          |
| Luciano        | 14       | 0       | 5           | 2          | 2            | 0            | 0            | 0            | -                     | -                     | -                     | -                     | 1          | 0          | -           | -          | 17       | 0      | 5           | 2          |
| M. Malagò      | 21       | 0       | 5           | 0          | -            | -            | -            | -            | 1                     | 0                     | 0                     | 0                     | 2          | 0          | -           | -          | 24       | 0      | 5           | 0          |
| D. Mandelli    | 36       | 1       | 8           | 0          | -            | -            | -            | -            | 1                     | 0                     | 0                     | 0                     | 2          | 0          | 1           | 0          | 39       | 1      | 9           | 0          |
| A. Mantovani   | 18       | 0       | 4           | 0          | 4            | 0            | 0            | 0            | 2                     | 0                     | 0                     | 0                     | 1          | 0          | 0           | 1          | 25       | 0      | 4           | 1          |
| G. Marchese    | 9        | 0       | 2           | 0          | 2            | 0            | 0            | 0            | -                     | -                     | -                     | -                     | 1          | 0          | 2           | 1          | 12       | 0      | 4           | 1          |
| M. Marchesetti | 5        | 0       | 2           | 0          | 4            | 0            | 0            | 0            | -                     | -                     | -                     | -                     | -          | -          | -           | -          | 9        | 0      | 2           | 0          |
| M. Marcolini   | 25       | 1       | 6           | 0          | 4            | 1            | 1            | 0            | 2                     | 0                     | 1                     | 0                     | 2          | 0          | -           | -          | 33       | 2      | 8           | 0          |
| N. Marconi     | -        | -       | -           | -          | -            | -            | -            | -            | -                     | -                     | -                     | -                     | -          | -          | -           | -          | -        | -      | -           | -          |
| F. Moro        | 19       | 0       | 7           | 1          | 2            | 0            | 0            | 0            | 1                     | 0                     | 0                     | 0                     | 1          | 0          | 1           | 0          | 23       | 0      | 8           | 1          |
| V. Obinna      | 24       | 5       | 5           | 1          | 3            | 1            | 1            | 0            | -                     | -                     | -                     | -                     | -          | -          | -           | -          | 27       | 6      | 6           | 1          |
| S. Pellissier  | 36       | 9       | 3           | 0          | 1            | 0            | 0            | 0            | 2                     | 0                     | 0                     | 0                     | -          | -          | -           | -          | 39       | 9      | 3           | 0          |
| C. Rickler     | 4        | 0       | 1           | 0          | 4            | 0            | 0            | 0            | -                     | -                     | -                     | -                     | -          | -          | -           | -          | 8        | 0      | 1           | 0          |
| Rodrigo        | -        | -       | -           | -          | 3            | 0            | 0            | 0            | -                     | -                     | -                     | -                     | -          | -          | -           | -          | 3        | 0      | 0           | 0          |
| X. Rrudho      | 1        | 0       | 0           | 0          | -            | -            | -            | -            | -                     | -                     | -                     | -                     | -          | -          | -           | -          | 1        | 0      | 0           | 0          |
| P. Sammarco    | 32       | 2       | 7           | 1          | 2            | 1            | 0            | 0            | 1                     | 0                     | 1                     | 0                     | 2          | 0          | 1           | 1          | 37       | 3      | 9           | 2          |
| M. Sanzi       | -        | -       | -           | -          | -            | -            | -            | -            | -                     | -                     | -                     | -                     | -          | -          | -           | -          | -        | -      | -           | -          |
| G. Scurto      | 5        | 0       | 1           | 0          | 1            | 0            | 0            | 0            | 1                     | 0                     | 1                     | 0                     | 1          | 0          | -           | -          | 8        | 0      | 2           | 0          |
| F. Semioli     | 32       | 2       | 4           | 0          | -            | -            | -            | -            | 2                     | 0                     | 0                     | 0                     | 1          | 0          | -           | -          | 35       | 2      | 4           | 0          |
| V. Sicignano   | 17       | -24     | 2           | 0          | -            | -            | -            | -            | 2                     | -4                    | 0                     | 0                     | 1          | -1         | -           | -          | 20       | -29    | 2           | 0          |
| L. Squizzi     | 21       | -24     | 2           | 0          | 4            | -6           | 0            | 0            | -                     | -                     | -                     | -                     | 1          | -2         | -           | -          | 26       | -32    | 2           | 0          |
| S. Tiribocchi  | 16       | 3       | 2           | 0          | 1            | 1            | 0            | 0            | 2                     | 0                     | 0                     | 0                     | 2          | 1          | -           | -          | 21       | 5      | 2           | 0          |
| M. Troiano     | 3        | 0       | 0           | 0          | -            | -            | -            | -            | -                     | -                     | -                     | -                     | -          | -          | -           | -          | 3        | 0      | 0           | 0          |
| A. Zanchetta   | 11       | 2       | 2           | 0          | -            | -            | -            | -            | 2                     | 0                     | 0                     | 0                     | 2          | 0          | 3           | 1          | 15       | 2      | 5           | 1          |